# Fort Frederica National Monument

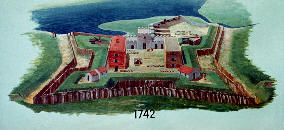
Croquis du fort

Fort Frederica National Monument est un monument national américain situé sur l’Île de Saint-Simon dans l'État de Géorgie aux États-Unis. Le monument est constitué de vestiges archéologiques provenant d'un ancien fort et d'une ancienne ville construits par James Oglethorpe entre 1736 et 1748 pour protéger les frontières méridionales de la colonie britannique de la Province de Géorgie contre les attaques espagnoles.

## Description
Au début du XVIIIe siècle, les terres situées entre la province britannique de la Caroline du Sud et de la Floride espagnole étaient convoitées par les deux puissances coloniales. L'état américain actuel de Géorgie est situé au centre de ces terres de conflits. Le fort Frederica fut construit à partir de 1736 par des colons anglais, écossais et allemands pour faciliter la conquête de la région. Le fort tient son nom de Frederick, prince de Galles. Ce nom fut ensuite féminisé pour le distinguer du Fort Frederick (en) situé en Caroline du Sud.
En 1742, lors de la Bataille des Marais Sanglants et de Gully Hole Creek (en), les forces d'Oglethorpe repoussèrent les assauts espagnols visant à conquérir St. Simons Island.  Par la suite, les Espagnols ne mirent plus en danger la colonie et la garnison du fort fut démobilisée. La ville tomba alors dans un déclin économique et fut rapidement abandonnée.
Fort Frederica devint un monument national américain le 26 mai 1936.  Dès 1947, le National Park Service et l'association du Fort Frederica sponsorisèrent plusieurs fouilles archéologiques sur le site. En se basant sur des archives de l'époque, les archéologues mirent au jour des parties du fort et de la ville. Le monument a été ajouté à la liste du Registre national des lieux historiques le 15 octobre 1966.  Fort Frederica est ouvert au public.

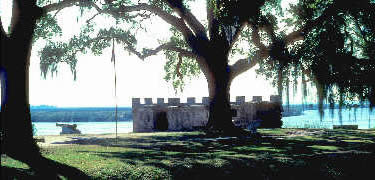
Fort Frederica aujourd'hui